# Andreas Brunnich
Andreas Pedersen Brünnich (4 avril 1704 à Roskilde - 4 novembre 1769 à Copenhague) est un portraitiste danois, actif dans la période appelée baroque tardif ou rococo précoce.

## Biographie
Andreas Brünnich est le fils de Peder Jacobsen Brünnich et d'Anne Marensdatter. Il arrive à Copenhague, où il obtient un emploi avec Bendix Grodtschilling le Jeune et à partir de 1737 à l'atelier de Johann Salomon Wahl. En tant qu'élève, il est un portraitiste très recherché dans la capitale, mais il attire également des clients dans de nombreuses autres provinces. Il est également influencé par des maîtres baroques tels qu'Andreas Møller et Balthasar Denner et par le style rococo tardif influencé par Johan Hörner et Carl Gustaf Pilo. Brünnich est un coloriste qualifié, sa capacité à reproduire de manière convaincante les tons de la peau du modèle et à individualiser les personnes représentées le rend populaire et demandé en particulier parmi la noblesse locale. Il peint certaines des personnes les plus influentes du Danemark à l'époque.
Le 7 juin 1735, à Copenhague, il épouse Margaret Hvass Thrane (17 février 1703 à Aarhus - 26 novembre 1762 à Copenhague), fille du marchand Morten Mortensen Thrane et de Mette Sørensdatter Lyngbye. Ils ont le zoologiste Morten Thrane Brünnich et le peintre Peter Brünnich.
Andreas Brünnich est enterré à l'église Trinitatis.